# Jambon de Luxeuil
 (août 2019).
Si vous disposez d'ouvrages ou d'articles de référence ou si vous connaissez des sites web de qualité traitant du thème abordé ici, merci de compléter l'article en donnant les références utiles à sa vérifiabilité et en les liant à la section « Notes et références ».
La jambon de Luxeuil est un produit haut de gamme de la charcuterie gastronomique traditionnelle franc-comtoise, à base de cochon de la ville de Luxeuil-les-Bains dans la Haute-Saône en Franche-Comté. Il vaut à la ville le label Site remarquable du goût, reconnaissant le caractère touristique et gastronomique de ce patrimoine culinaire et de la cité.

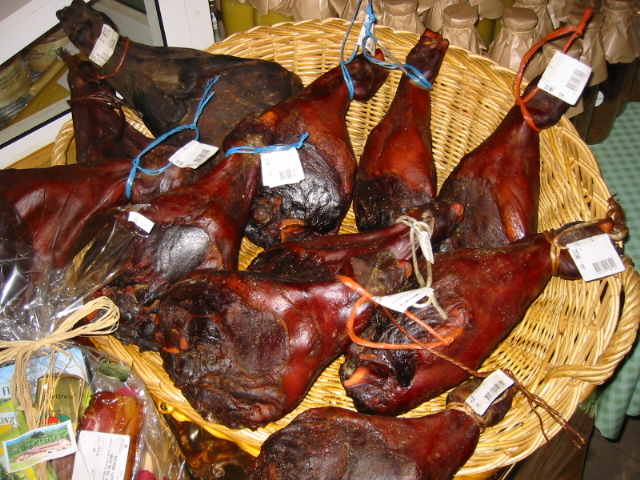
Jambon de Luxeuil.

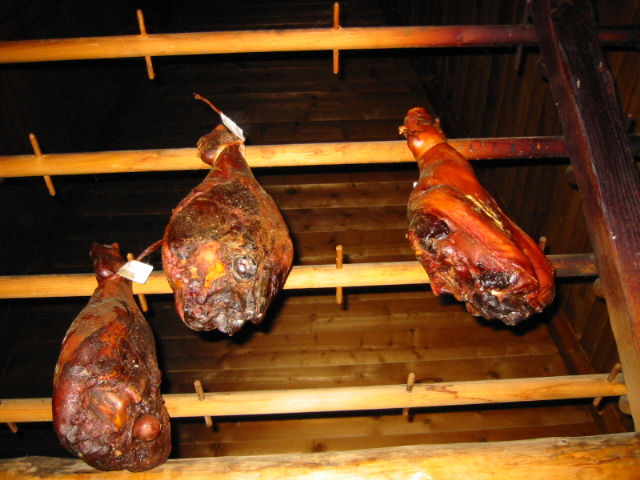
Fumage en tuyé.

## Fabrication
La fabrication de ce produit salé à la saumure, fumé et séché, dure neuf mois au minimum, et remonte à plus de deux mille ans, à la période gauloise séquane (ancêtres gaulois des Comtois). Cette technique d'élaboration assurait une conservation de longue durée et la possibilité de l'exporter dans l'Empire romain où il était déjà connu et apprécié.
Le jambon de Luxeuil est élaboré à partir de cuisse entière de porcs élevés et engraissés traditionnellement dans la région des Vosges saônoises.
Il subit dans un premier temps une macération lente dans un bain de vin rouge d’Arbois (vin du Jura) ou d'alcool salé, aromatisé aux épices (poivre, baies, genièvre…) tout en étant frotté régulièrement à la main avec du sel sec.
Le morceau repose ensuite au frais et au sec pendant un mois sur des claies en osier où il absorbe sel et arômes tout en perdant du poids par séchage naturel.
Puis il est subtilement fumé de manière traditionnelle dans un tuyé (vaste cheminée-fumoir traditionnelle de Franche-Comté) à la sciure de résineux ou parfois à la sciure de souche de cerisier sauvage.
Il est ensuite suspendu et sèche patiemment pendant sept ou huit mois.
Enfin, une fois lavé et brossé pour éliminer la fleur qui le recouvre, il peut être dégusté et conservé, même entamé, pendant de longs mois.